# Gamma2 Fornacis
Gamma2 Fornacis är en vit stjärna i huvudserien i Ugnens stjärnbild.
Stjärnan har visuell magnitud +5,38 och är synlig för blotta ögat vid god seeing.